# Ellen Hansell
Ellen Forde Hansell, gift Allderdice, född 18 september 1869 i Philadelphia, död 11 maj 1937 i Pittsburgh, var en amerikansk högerhänt tennisspelare. 

## Tenniskarriären
Ellen Hansell blev 1887 den första mästarinnan i Amerikanska mästerskapen som spelades på tennisbanorna vid Chestnut Hill i hennes hemstad Philadelphia. Hon var bara 17 år då hon i finalen besegrade Laura Knight med 6-1, 6-0. Säsongen därpå lyckades hon inte försvara sin titel, utan förlorade i Challenge Round (slutfinalen) mot Bertha Townsend (3-6, 5-6).
Hon återkom aldrig till tävlingsspel efter den förlusten.

## Spelaren och personen
Ellen Hansell var en av de första amerikanska kvinnliga tennisspelande pionjärerna. Hon använde en vid tiden typisk underhandsserve. 
Hon berättade 40 år senare att hennes mor fått rådet av familjens läkare att låta sin bräckliga dotter dagligen spela tennis för att bygga upp sin fysik. Det var ett gott råd, eftersom Ellen själv var mycket intresserad av tennisspelet. Hennes mor sydde själv hennes tenniskläder, vilka tidstypiskt bestod av en voluminös fotsid kjol, korsett, en röd- och blårandig blazer och röd filthatt. Hon var ofta tvungen att hålla undan kjolen med vänster hand för att få utrymme att slå till bollen. Hon ansåg att spelarna redan på den tiden kunde placera bollarna i banan lika bra som man gjorde senare på 1920-talet, även om grundslagen på 1880-talet var betydligt lösare. 
Ellen Hansell upptogs 1965 postumt i International Tennis Hall of Fame.

## Grand Slam-titlar
- Amerikanska mästerskapen
  - Singel - 1887